# Pressupost Extraordinari de Cultura de 1908
El Pressupost Extraordinari de Cultura de 1908 de l'Ajuntament de Barcelona, fou una proposta de crear quatre escoles municipals d'avantguarda pedagògica, però que posà de manifest les greus discrepàncies sobre l'educació i la funció de l'escola dins la societat catalana d'inicis del segle xx.

## La redacció del projecte.
Dins l'ambient regeneracionista i noucentista que amara la societat catalana dels primers decennis del segle xx, l'Ajuntament barceloní, amb majoria absoluta de republicans i minoria regionalista, decideix destinar el sobrant de la conversió del Deute a la creació de quatre grups escolars municipals regits pels criteris de les més avançades concepcions pedagògiques.
És encarregada la redacció del projecte que ha de donar forma a la proposta a una comissió. Aquesta fou formada per la bada republicana per Pere Coromines, membre fundador de l'Institut d'Estudis Catalans i pel regidor i pedagog Lluís de Zulueta, ambdós amb vinculacions amb la Institución Libre de Enseñanza. Per la Lliga Regionalista fou comissionat Joan Bardina, pioner de l'escola activa al país.

## Continguts de les bases.
Es planteja la creació de centres pedagògicament avançats, on s'apliquin noves metodologies que han demostrat la seva eficàcia. Cada una de les quatre escoles era previst dotar-la d'escola maternal, escola primària, camps d'esports, biblioteca, sala de conferències pública, laboratoris, dutxes, etc.
Es preveu, també, la introducció del català a l'escola i de l'ensenyament del castellà. La base sisena afirma que l'ensenyament serà en català, adoptant els procediments pedagògics que es considerin més eficaços per a l'estudi del castellà per tal que els infants l'arribin a dominar amb perfecció.
També es preveu formar els mestres becant-los per anar a estudiar i conèixer escoles actives i renovades a l'estranger.
Però el projecte despertà una forta polèmica i debat social arran de dues de les bases proposades que mostra fins a quin punt hi ha dues concepcions enfrontades sobre l'educació i l'escola a la societat catalana de l'època.
Per una banda la base 30 afirma que s'implantarà experimentalment el sistema de coeducació amb ensenyament mixt per a ambdós sexes en els Jardins d'Infància i en dues de les quatre escoles primàries.
L'altra qüestió és la neutralitat religiosa, ja que la base 50 proposa que l'ensenyament serà neutre en matèria religiosa, sense afirmacions ni negacions ofensives per als sentiments dels creients. Una tarda la setmana es dedicarà exclusivament a ensenyar la religió catòlica (als nens que voluntàriament assisteixin a classe aquella tarda).

## Les reaccions.
Els continguts d'aquestes dues bases fan que el cardenal Salvador Casañas, l'Acció Catòlica i els grups polítics més conservadors com monàrquics, carlins i altres inicien una forta campanya en contra. Situació que portà a la Lliga Regionalista a modificar el seu posicionament favorable inicial.
Se celebrà un multitudinari acte en contra del Pressupost de Cultura al Frontón Condal.
Aquesta campanya despertà una dura reacció dels defensors del projecte dins i fora de l'Ajuntament que convergí en un, també, multitudinari Míting per la Tolerància.
Finalment el projecte de construcció de les quatre escoles models és aprovat per l'Ajuntament, però l'alcalde Domingo Sanllehy -monàrquic nomenat pel govern de Madrid i no pas elegit- suspèn l'aplicació de la base cinquena sobre la neutralitat religiosa. Les pressions i la indignació de l'Ajuntament portaran a la dimissió de l'alcalde.
Tot i això i en mig de l'encès debat, el governador civil prohibeix definitivament tot el projecte.
Malgrat prohibició de portar-lo a terme, fou un precedent del consens que permetria edificar la gran obra escolar i de renovació pedagògica del municipi barceloní durant el primer terç del segle xx. Però també manifestà la debilitat de la unió de les forces catalanistes que havien aconseguit el gran triomf de la Solidaritat Catalana en les eleccions del 21 de juliol de 1907.